# Marie Soldat-Röger
Marie Soldat-Roeger, née à  Graz (Styrie, Autriche) le 23 mars 1863 où elle est morte le 30 septembre 1955, est une violoniste virtuose très active dans la musique d'orchestre et de chambre à Vienne de la fin du XIXe et du début du XXe siècle. 

## Biographie
Née « Marie Soldat », elle prend le nom de Marie Soldat-Roeger (même pour ses activités professionnelles) après son mariage en 1889 avec un avocat nommé Roeger.
Elle commence à étudier le violon en 1871 tout en étant une pianiste et chanteuse talentueuse. Ce n'est qu'en 1879 qu'elle a décidé de se consacrer au violon. 
Élève du grand violoniste Joseph Joachim (1831-1907), Marie Soldat a été repérée par Johannes Brahms (1833-1897) quand elle n’a que de 15 ans. Très virtuose, elle fut pendant de nombreuses années la seule femme à jouer son concerto pour violon de Brahms et le défendre à travers l’Europe. Elle mène une riche carrière de violoniste soliste. Elle joue un violon de  1742 signé Guarneri Del Gesù.  
En 1895, elle a fondé le célèbre quatuor Soldat-Roeger, entièrement féminin, dont l'alto était Natalie Bauer-Lechner (1858-1921).

## Discographie
Pavilion Records a réédité sa performance du mouvement lent du 9e concerto pour violon de Spohr dans le cadre de leurs compilations de CD dans les années 1990.